# Frank Hiscock

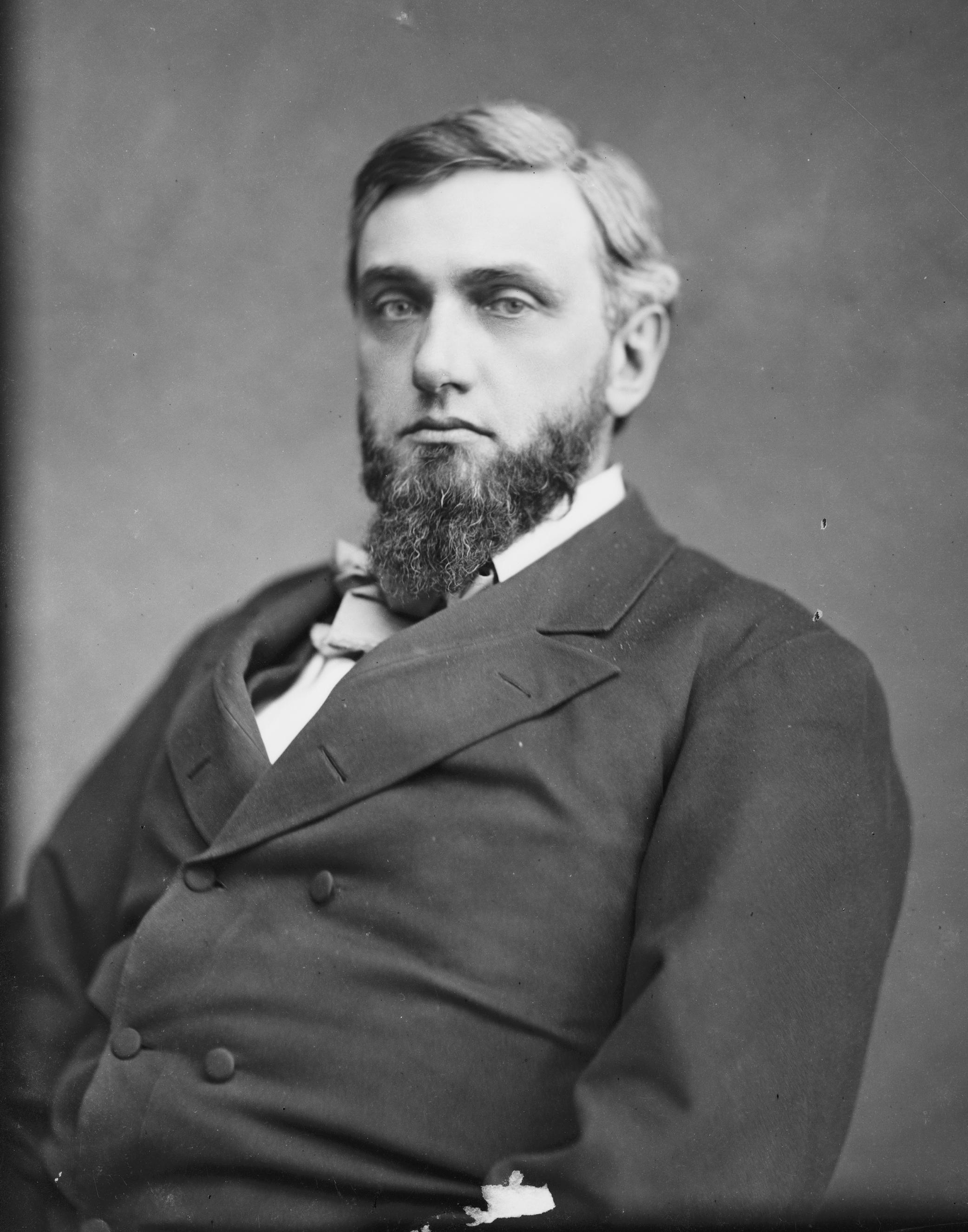
Frank Hiscock

Frank Hiscock (* 6. September 1834 in Pompey, Onondaga County, New York; † 18. Juni 1914 in Syracuse, New York) war ein US-amerikanischer Politiker (Republikanische Partei), der für den Bundesstaat New York in beiden Kammern des US-Kongresses saß.
Nach dem Abschluss an einer Privatschule in seinem Heimatort Pompey studierte Frank Hiscock die Rechtswissenschaften und wurde 1855 in die Anwaltskammer aufgenommen, woraufhin er in Tully zu praktizieren begann. Von 1860 bis 1863 fungierte er als Bezirksstaatsanwalt im Onondaga County; im Jahr 1867 nahm er am Verfassungskonvent des Staates New York teil.
Hiscocks politische Laufbahn begann mit der Wahl ins Repräsentantenhaus der Vereinigten Staaten, wo er den 25. Kongresswahlbezirk von New York zwischen dem 4. März 1877 und dem 3. März 1887 vertrat und unter anderem den Vorsitz im Bewilligungsausschuss führte. Er legte sein Mandat nieder, nachdem er in den US-Senat gewählt worden war. Diesem gehörte Hiscock vom 4. März 1887 bis zum 3. März 1893 an; beim Versuch der Wiederwahl unterlag er dem Demokraten Edward Murphy.
In der Folge zog sich Frank Hiscock aus der Politik und arbeitete wieder als Anwalt in Syracuse, wo er am 18. Juni 1914 starb.